# Hannes Arch
Hannes Arch est un pilote de voltige autrichien, né le 22 septembre 1967 à Leoben (Styrie) et mort dans un accident d'hélicoptère le 8 septembre 2016 dans le massif des Hohe Tauern.

## Biographie

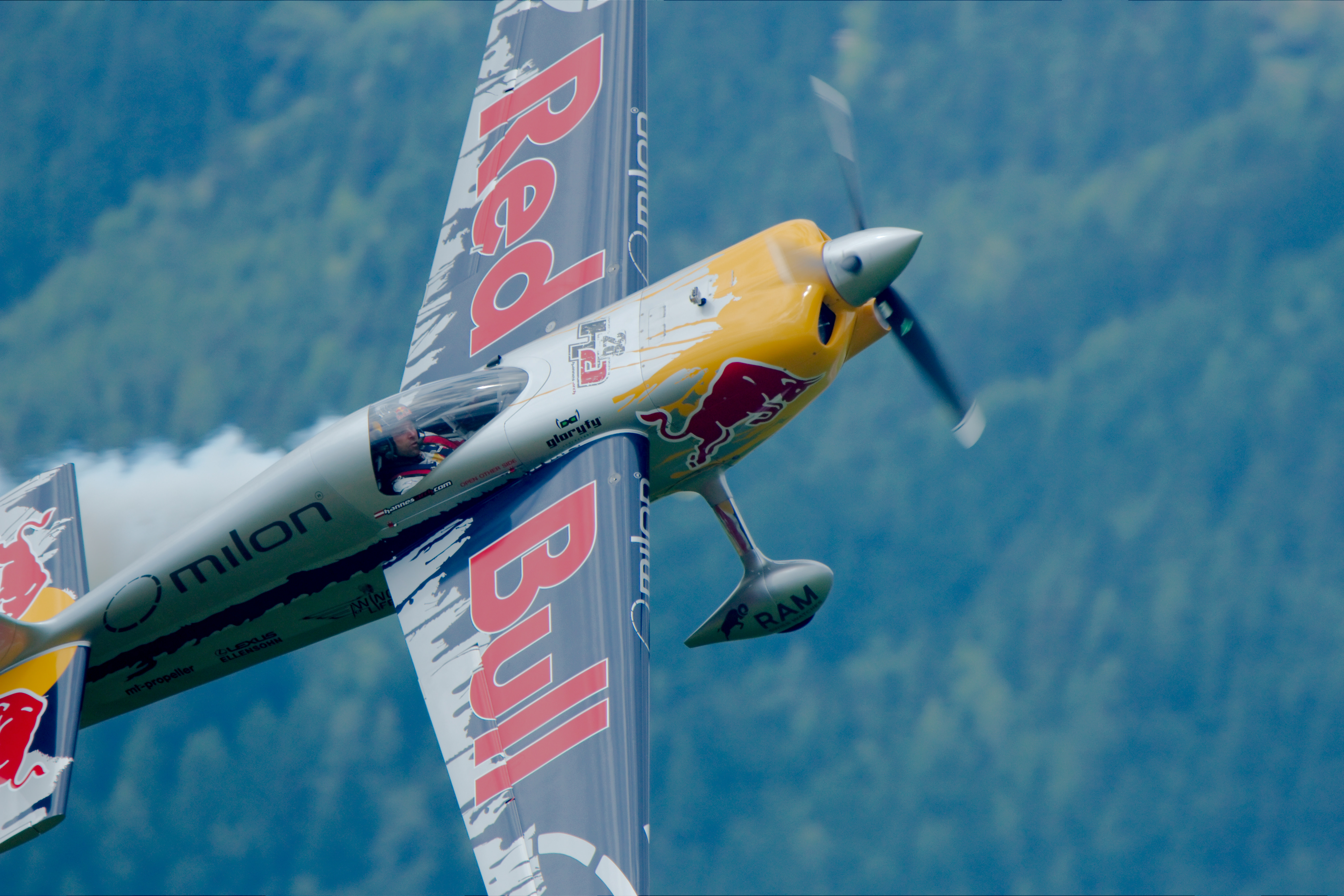
Hannes Arch sur Zivko Edge 540 au AirPower de 2011.

### Avant 2007
En 2006, il passe des tests à Phoenix dans l'Arizona et rejoint le groupe de 13 pilotes qualifiés pour disputer les épreuves de Red Bull Air Race pour la saison 2007.

### Red Bull Air Race

#### 2007
Dès sa première participation il obtient une 4e place au Brésil et terminera 10e du classement général.

#### 2008
Il devient champion du monde en faisant partie du podium sept fois sur les huit courses de l'année et obtient la 1re place à deux reprises.
Il devient le premier pilote non américain à gagner le titre.

#### 2009 et 2010
Malgré un bon palmarès en 2009, il ne se classera que deuxième du classement général en remportant notamment la première manche à Abu Dhabi.
Il se classera deuxième au classement général en 2010 malgré une disqualification à Abu Dhabi et une 4e place à New York.